# Tommy Rehn
Per Tommy Rehn (nacido en Huddinge, Suecia el 27 de agosto de 1970) es un músico sueco, conocido por haber sido guitarrista del grupo de heavy metal sueco Corroded. Anteriormente ha formado parte de las bandas Angtoria y Moahni Moahna. Actualmente también es líder de la discográfica Ninetone Records.

## Vida personal
Tommy es hijo de Jan-Eric Rehn (integrante de la banda sesentera The Panthers) y hermano de Chris Rehn (integrante del grupo de pop rock sueco Takida). Su hijo (que tiene junto con Johanna Eires) Kevin Rehn Eires (conocido como Yohio), es cantante y fue integrante del grupo de metal alternativo sueco Seremedy (que se disolvió en 2013). Tommy también ejerce como mánager de su propio hijo.